# Aeroportul Oktyabrsky
Aeroportul Oktyabrsky (IATA: OKT, ICAO: UWUK) este un aeroport din Bașchiria, Rusia ce deservește zona Oktiabrskii. A fost numit după zona deservită.
Situat la o altitudine de 115 m, aeroportul dispune de o singură pistă.